# Liolaemus casamiquelai
Espèce
Statut de conservation UICN

 LC  : Préoccupation mineure
Liolaemus casamiquelai est une espèce de sauriens de la famille des Liolaemidae.

## Répartition
Cette espèce est endémique de la province de Río Negro en Argentine.

## Étymologie
Cette espèce est nommée en l'honneur de Rodolfo Magín Casamiquela.

## Publication originale
- Avila, Fulvio Perez, Morando & Sites, 2010 : A new species of Liolaemus (Reptilia: Squamata) from southwestern Rio Negro province, northern Patagonia, Argentina. Zootaxa, no 2434, p. 47–59 (texte intégral).